# Babysitter Wanted
Babysitter Wanted ist ein Horrorfilm der Regisseure Michael Manasseri und Jonas Barnes aus dem Jahr 2008. Die Hauptrollen spielten Sarah Thompson und Matt Dallas.

## Handlung
Die Studentin Angie wird von Jim und Violet Stanton engagiert, ihren Sohn Sam zu betreuen. Auf dem Weg zum Stanton-Bauernhof hat sie eine Autopanne. Angie bittet daher ihren neuen Studienfreund Rick, sie zu dem Anwesen der Stantons zu fahren. Als sie schließlich ankommt, erhält sie von Jim und Violet letzte Anweisungen. In der Nacht bekommt sie dann mehrere seltsame Anrufe und hört Geräusche. Erschrocken ruft Angie Rick und die Polizei an. Der Polizeichef beruhigt Angie und versichert ihr, dass er später vorbeischauen wird.
In der Nacht kommt ein stark vernarbter Priester und greift sie an. Erschrocken schlägt Angie ihn mit einem Golfschläger bewusstlos. Sie bemerkt, dass Sam Hörner auf dem Kopf hat. Als Jim und Violet nach Hause kommen, entdecken sie den Priester. Jim tötet den Priester und verprügelt Angie. Im Keller fesselt er Angie und ein bewusstloses Mädchen. Jim eröffnet, dass Sam der Sohn des Teufels sei und Frauenfleisch esse. Jim schneidet der Bewusstlosen allerlei Körperteile heraus und bereitet sich vor, Angie dasselbe anzutun. Bei Ankunft des alarmierten Polizisten versichert Jim ihm, dass Angie schon auf dem Heimweg sei, worauf dieser wieder geht. Inzwischen befreit sich Angie, wird aber eingefangen. Der Polizist kehrt zurück und entwaffnet Jim, jedoch schlägt Violet ihn hinterrücks mit einer Axt nieder. Inzwischen kann sich Angie die Waffe greifen und erschießt Jim und danach Violet. Als Angie und der schwerverletzte Polizist zum Auto zurückkehren wollen, erscheint Sam und schlitzt dem Polizisten die Kehle auf. Angie steigt aus dem Auto und rennt vor Sam weg. In einer Scheune verhakt sich Sam an einer Kette und kann dadurch von Angie überwältigt und erschlagen werden. Sie fährt weg und wacht im Krankenhaus auf. Ein weiterer Polizist informiert sie, dass Sam nicht gefunden wurde.
Die letzte Szene zeigt Sam mit seiner Adoptivmutter, welche erneut eine Babysitter-Anzeige an das schwarze Brett pinnt.

## Auszeichnungen
Gewinner des Best Feature am Weekend of Fear Festival in Nürnberg, Deutschland. Es war auch in Konkurrenz zu Fantasporto, Sitges, Hollywood Film Festival, Málaga Film Festival, Montreal’s Fantasiafest akzeptiert.